# Championnat du Bhoutan de football 2018
Navigation
Saison précédente Saison suivante
La saison 2018 du Championnat du Bhoutan de football est la septième édition du championnat national de première division au Bhoutan. Après une phase de qualification régionale, les six meilleures équipes du pays, dont trois issues du district de la capitale, Thimphou, s'affrontent à deux reprises. 
C'est le club de Transport United, tenant du titre, qui remporte à nouveau la compétition, après avoir terminé en tête du classement final, avec un seul point d'avance sur le Paro FC et deux sur un duo composé du Thimphu City FC et Ugyen Academy. C'est le second titre de champion du Bhoutan de l'histoire du club.
Le format de la compétition change à compter de la saison 2019 pour passer à un championnat à dix équipes, s'affrontant en matchs aller-retour. Par conséquent, les cinq premiers de la National League sont assurés de prendre part à la prochaine édition du championnat.

## Les clubs participants
- District de Thimphou : 
  - Transport United
  - Thimphu FC
  - Thimphu City FC
- District de Paro :
  - Paro FC
- District de Punakha :
  - Ugyen Academy FC
- District de Phuntsholing :
  - Phuentsholing United FC

## Compétition

### A-Division
Les trois premiers de la Thimphu League se qualifient pour la National League.
| Rang | Équipe                  | Pts | J  | G  | N | P  | Bp | Bc | Diff |
| ---- | ----------------------- | --- | -- | -- | - | -- | -- | -- | ---- |
| 1    | Transport UnitedT       | 35  | 14 | 11 | 2 | 1  | 42 | 9  | +33  |
| 2    | Thimphu City FC         | 34  | 14 | 11 | 1 | 2  | 52 | 14 | +38  |
| 3    | Thimphu FC              | 27  | 14 | 9  | 0 | 5  | 29 | 24 | +5   |
| 4    | High Quality United FC  | 20  | 14 | 6  | 2 | 6  | 36 | 37 | -1   |
| 5    | Druk United             | 20  | 14 | 6  | 2 | 6  | 25 | 32 | -7   |
| 6    | Druk Star Football Club | 11  | 14 | 3  | 2 | 9  | 16 | 30 | -14  |
| 7    | Tensung FCP             | 8   | 14 | 2  | 2 | 10 | 20 | 51 | -31  |
| 8    | Phuensum FCP            | 6   | 14 | 1  | 3 | 10 | 10 | 33 | -23  |

|  | Participation à la National League 2018     |
|  | Relégation en B-Division                    |
|  | T : Tenant du titre P : Promu de B-Division |

### National League
Le classement est établi sur le barème de points classique (victoire à 3 points, match nul à 1, défaite à 0).
| Rang | Équipe                  | Pts | J  | G | N | P | Bp | Bc | Diff |  | Résultats (▼ dom., ► ext.) | Tra | TCi | Ugy | Thi | Par | Phu |
| ---- | ----------------------- | --- | -- | - | - | - | -- | -- | ---- |  | -------------------------- | --- | --- | --- | --- | --- | --- |
| 1    | Transport UnitedT       | 19  | 10 | 6 | 1 | 3 | 26 | 15 | +11  |  | Transport UnitedT          |     | 0-1 | 0-2 | 4-3 | 6-4 | 9-0 |
| 2    | Paro FC                 | 18  | 10 | 6 | 0 | 4 | 19 | 12 | +7   |  | Paro FC                    | 3-2 |     | 1-0 | 0-1 | 1-0 | 0-2 |
| 3    | Thimphu City FC         | 17  | 10 | 5 | 2 | 3 | 17 | 10 | +7   |  | Thimphu City FC            | 1-2 | 2-1 |     | 1-1 | 0-1 | 2-0 |
| 4    | Ugyen Academy FC        | 17  | 10 | 5 | 2 | 3 | 18 | 12 | +6   |  | Ugyen Academy FC           | 0-1 | 2-1 | 1-1 |     | 0-1 | 5-1 |
| 5    | Thimphu FC              | 9   | 10 | 3 | 0 | 7 | 19 | 20 | -1   |  | Thimphu FC                 | 1-2 | 2-5 | 1-2 | 1-2 |     | 7-0 |
| 6    | Phuentsholing United FC | 7   | 10 | 2 | 1 | 7 | 9  | 39 | -30  |  | Phuentsholing United FC    | 0-0 | 1-6 | 2-6 | 1-3 | 2-1 |     |

|  | Qualification pour la Coupe de l'AFC 2019 et pour la Premier League 2019 |
|  | Qualification pour la Premier League 2019                                |
|  | Relégation en deuxième division                                          |
|  | T : Tenant du titre                                                      |

## Bilan de la saison
| Championnat du Bhoutan de football 2018 |                             |
| Champion                                | Transport United (2e titre) |
| Qualifications continentales            |                             |
| Coupe de l'AFC 2019                     | Transport United            |
| Promotions et relégations               |                             |
| Promus en Premier League                | Aucun                       |
| Relégués en Super League                | Aucun                       |